# Florentine (terme culinaire)
Pour les articles homonymes, voir Florentine.

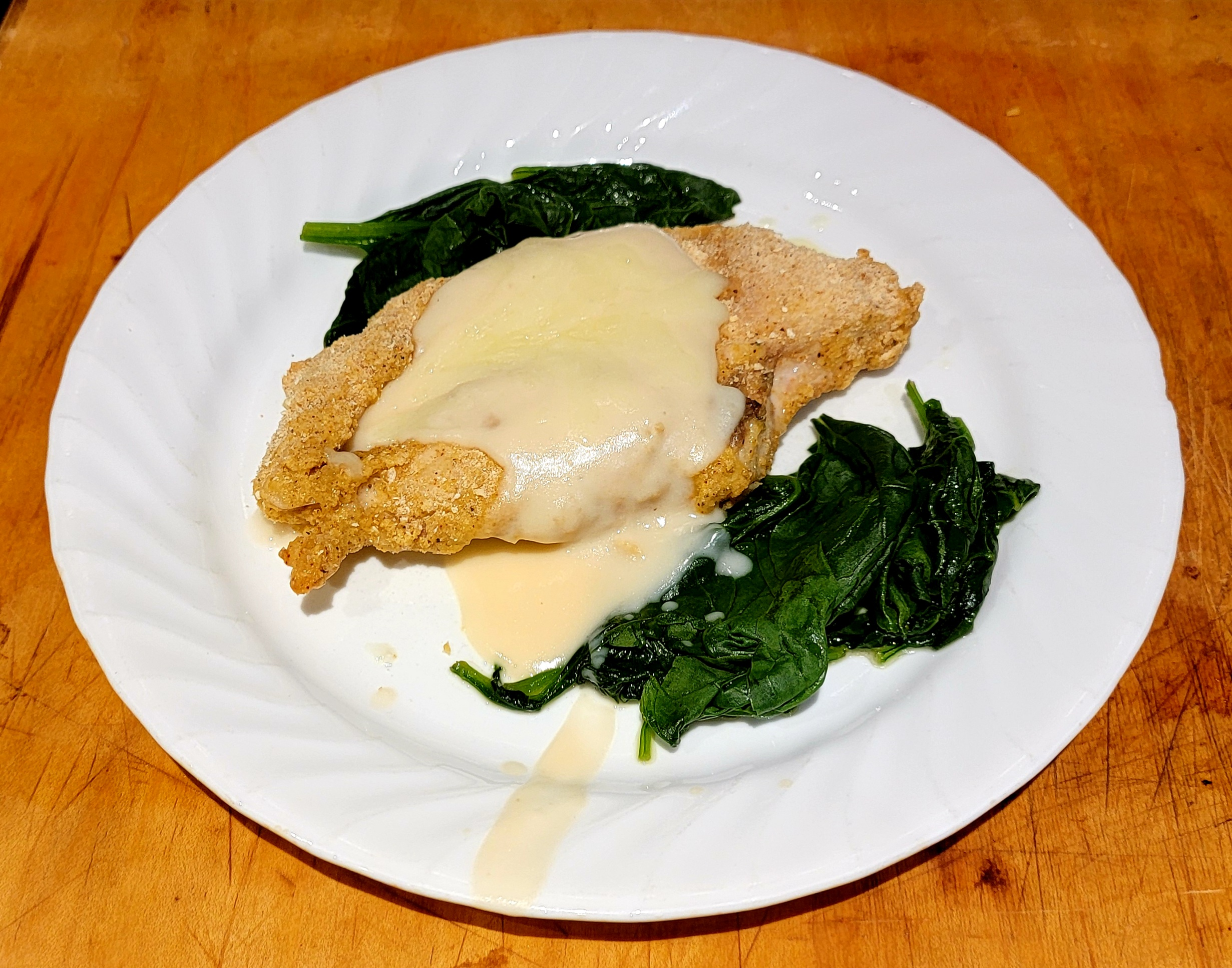
Poulet à la florentine.

Florentine ou à la florentine est un terme culinaire de la cuisine française désignant depuis le XXe siècle des plats qui comprennent des épinards cuits et souvent de la sauce Mornay, voir uniquement du beurre ou de la crème,,.

## Histoire
La tradition culinaire attribue le terme à l'année 1533, lorsque Catherine de Médicis de Florence épousa Henri II de France. Elle aurait amené à Paris une équipe de chefs, beaucoup de matériel de cuisine et un amour pour les épinards, et aurait popularisé les plats à la florentine. Les historiens ont démenti cette théorie car il existe une influence italienne sur la cuisine française bien antérieure à ce mariage. Pierre Franey la considère comme apocryphe, mais a adopté le terme « à la florentine ».
Bartolomeo Sacchi (Platine de Crémone, Il Platina -1505 en français) est le premier à citer les œufs à la Florentine. Toutefois la première recette d'œufs à la florentine publiée en français (L'escole parfaite des officiers de bouche - 1662) ne mentionne pas d'épinards («Faites frire dans du beurre une douzaine de jaunes d'œufs crus, l'un après l'autre et les dresser sur une assiette. Faire bouillir ensemble un verre de vin clairet, du sucre, des macarons pilés de l'écorce de citron confit, des pistaches, du sel, de la cannelle et verser sur les œufs avec un jus de citron»). A la Florentine a longtemps désigné une garniture sucrée avec du citron (Tommaso Buoni 1604: Pain poivré à la Florentine - macarons à la Florentine, Pierre de Lune 1660 Crêpe à la Florentine), en 1878 Edouard Hélouis donne encore dans ses menus royaux un Nougat de pistache à la Florentine. En 1898 Adolphe Meyer donne les Œufs pochés à la florentine... sans épinards («Œufs servis sur fonds d'artichauts; sauce à la crème avec du poulet et des champignons coupés en petits carrés versés dessus».
C'est chez Jean De Gouy (1895) qu'apparait un rapport avec l'épinard dans son Consommé à la florentine (consommé avec petits pois, quenelles de volaille en partie verdies aux épinards). Au XXe siècle Auguste Escoffier (1903) explique dans son consommé à la Florentine que les quenelles à la purée d'épinard justifient le terme à la Florentine, il inclut la  sole florentine dans son classique Guide culinaire (pochée dans du beurre et du fumet, cuire les épinards dans du beurre, de recouvrir le plat de sauce Mornay, de le garnir de fromage râpé et de le finir au four ou à la salamandre). Montagné (1911) diffuse le lien florentine-épinard: cassolette à la Florentine (épinards, œufs, parmesan). Henri-Paul Pellaprat (1926) donne cinq recettes de plats à la florentine à base d'épinards et de sauce Mornay (poitrines de poulet, filets de cabillaud, ris de veau, poitrines d'agneau farcies et huîtres).

## Œufs à la florentine
Les œufs pochés, sur le plat, durs ou à la coque servis sur des épinards avec ou sans sauce sont appelés œufs florentine ou à la florentine. A. Bautte donne (357) des œufs au plat Florentine sur un plat une couche d’épinards frais hachés est cuite au beurre. les œufs sont cassés dessus, le tout arrosé de crème. Saupoudrer largement de fromage de parmesan avant de cuire, et aussi des œufs pochés Florentine (les épinards sont cuits dans l’eau salée), des œufs durs Florentine, des œufs farcis et gratinés Florentine, et des œufs en cocottes Florentine.
Les épinards à la Florentine sont de nos jours des épinards avec des œufs plus ou moins cuits, le tout gratinés.

## Poulet à la florentine
Le poulet à la florentine a gagné en popularité aux États-Unis dès 1931 bien que la qualité du plat soit inégale et que la soupe aux champignons en boîte soit parfois utilisée comme sauce rapide,.
Dans le New York Times de 1971, Claiborne a fait l'éloge d'une version du poulet à la florentine dans un restaurant, décrivant le poulet comme « cuit à la pâte à frire et servi avec des champignons dans une sauce au citron ». Les auteurs de livres de cuisine contemporains tentent de « restaurer » le plat à « ses racines d'élégance », avec « des saveurs plus claires et plus vives ».

## Autres plats à la florentine
Prosper Montagné donne (1918) les Croutes aux épinards à la Florentine qui sont des bouchées aux épinards, à la béchamel et au fromage et ensuite dans Le Petit Parisien (1930) les nouilles à la Florentine (nouilles, épinards, fromage râpé et beurre). Le subric d'épinards à la florentine est un gâteau aux épinards, le pain d'épinard à la florentine une sorte de flan cuit dans un moule, une quiche contenant des épinards est appelée quiche florentine et l'omelette aux épinard: l'omelette florentine.
Escoffier (1934) met de la muscade dans les épinards de sa Morue aux épinards à la Florentine terminée avec sauce béchamel et gratinée. En 1938 l'Amicale des Corse sert à son banquet annuel du jambon braisé à la florentine. En 1953, Alfred Guérot fait des huitres à la Florentine - sans sauce Mornay. Elles sont reprises par Craig Claiborne avec sauce Mornay dans le New York Times en 1958.
Les pommes de terre florentine sont un gratin de pommes de terre au fromage sans épinards, tout comme le ragout à la florentine n'en contient pas.